# Punahana
Punahana é um cidade no distrito de Gurgaon, no estado indiano de Haryana.

## Geografia
Punahana está localizada a 27° 52′ N, 77° 12′ L. Tem uma altitude média de 187 metros (613 pés).

## Demografia
Segundo o censo de 2001, Punahana tinha uma população de 13 178 habitantes. Os indivíduos do sexo masculino constituem 52% da população e os do sexo feminino 48%. Punahana tem uma taxa de literacia de 53%, inferior à média nacional de 59,5%: a literacia no sexo masculino é de 63% e no sexo feminino é de 41%. Em Punahana, 21% da população está abaixo dos 6 anos de idade.